# G15

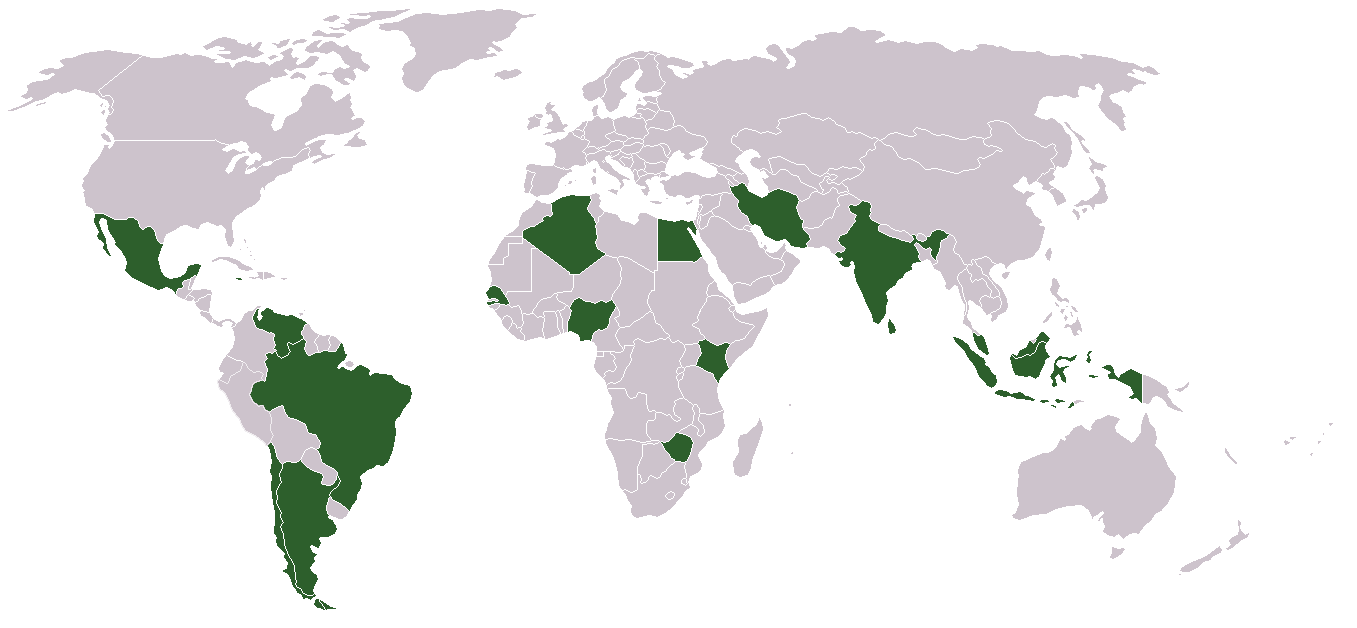
G15 회원국

그룹 오브 15(Group of 15, G-15)는 세계무역기구(WTO)와 그룹 오브 세븐(G7) 등 기타 국제 그룹들과 협업을 조성하고 입력을 제공하기 위해 설립된 비공식 포럼이다.
1989년 9월 유고슬라비아 베오그라드에서 제9차 비동맹 운동 정상 회의에서 설립되었으며 성장과 번영 증강이라는 공통된 목표로 라틴아메리카, 아프리카, 아시아의 여러 국가들로 구성된다. G-15는 투자, 무역, 기술 부문에서 개발도상국 간 협업에 초점을 둔다. 그 뒤로 회원국은 18개국으로 확대되었으나 이 이름은 변경되지 않고 그대로 유지되고 있다. 칠레, 이란, 케냐가 이후 G15에 합류하였으며 유고슬라비아는 더 이상 이 그룹의 회원국이 아니다. 설립 회원국인 페루는 2011년 G-15를 탈퇴하기로 결정하였다.

## 회원국
| 지역                     | 회원국     | 지도자 | 지도자                            | 외무부 장관                                                  | 외무부 장관                     | 인구          | GDP (PPP, 10억 USD) | 1인당 GDP (PPP, USD) |
| ------------------------ | ---------- | ------ | --------------------------------- | ------------------------------------------------------------ | ------------------------------- | ------------- | ------------------- | -------------------- |
| 아프리카                 | 알제리     | 대통령 | 압델마지드 테분                   | 외무부 장관                                                  | 무라드 메델치                   | 35,954,000    | 263.7               | 7,333                |
| 아프리카                 | 이집트     | 대통령 | 압둘팟타흐 시시                   | 외무부 장관                                                  | 나빌 파흐미                     | 79,356,000    | 519.0               | 6,540                |
| 아프리카                 | 케냐       | 대통령 | 윌리엄 루토                       | 외무부 장관                                                  | 아미나 모하메드                 | 40,910,000    | 71.4                | 1,746                |
| 아프리카                 | 나이지리아 | 대통령 | 모하마두 부하리                   | 외무부 장관                                                  | en:Geoffrey Onyeama             | 174,507,539   | 1109                | 6,204                |
| 아프리카                 | 세네갈     | 대통령 | 마키 살                           | 외무부 장관                                                  | 만케르 은자이                   | 13,443,000    | 25.2                | 1,871                |
| 아프리카                 | 짐바브웨   | 대통령 | 에머슨 음낭가과                   | 외무부 장관                                                  | 심바라쉐 뭄벵게귀               | 12,575,000    | 6.1                 | 487                  |
| 아시아                   | 인도       | 총리   | 나렌드라 모디                     | 외무부 장관(Minister of External Affairs)                    | en:Sushma Swaraj                | 1,326,917,000 | 9457.8              | 7,994                |
| 아시아                   | 인도네시아 | 대통령 | 조코 위도도                       | 외무부 장관                                                  | 르트노 마르수디                 | 241,030,000   | 1124.6              | 10,585.4             |
| 아시아                   | 이란       | 대통령 | 에브라힘 라이시                   | 외무부 장관                                                  | 모하마드 자바드 자리프          | 75,859,000    | 990.2               | 13,053               |
| 아시아                   | 말레이시아 | 총리   | 안와르 이브라힘                   | 외무부 장관                                                  | 아니파흐 아만                   | 28,731,000    | 447.3               | 15,568               |
| 아시아                   | 스리랑카   | 대통령 | 라닐 위크레마싱헤                 | 외무부 장관(Minister of External Affairs)                    | 망갈라 사마라위라               | 20,541,000    | 116.5               | 5,674                |
| 라틴아메리카 및 카브리해 | 아르헨티나 | 대통령 | 알베르토 페르난데스               | Ministry of Foreign Affairs, International Trade and Worship | Jorge Faurie                    | 43,417,000    | 816.4               | 17,516               |
| 라틴아메리카 및 카브리해 | 브라질     | 대통령 | 룰라 다 시우바                    | Minister of External Relations                               | 조제 세하                       | 205,338,000   | 3294.2              | 11,769               |
| 라틴아메리카 및 카브리해 | 칠레       | 대통령 | 가브리엘 보리치                   | 외무부 장관                                                  | 에랄도 무뇨스                   | 18,006,407    | 299.6               | 17,222               |
| 라틴아메리카 및 카브리해 | 자메이카   | 총리   | 앤드류 호니스                     | Minister of Foreign Affairs and Foreign Trade                | en:Kamina Johnson-Smith         | 2,741,000     | 24.8                | 9,029                |
| 라틴아메리카 및 카브리해 | 멕시코     | 대통령 | 안드레스 마누엘 로페스 오브라도르 | Secretary of Foreign Affairs                                 | en:José Antonio Meade Kuribreña | 119,530,753   | 2999.6              | 14,610               |
| 라틴아메리카 및 카브리해 | 베네수엘라 | 대통령 | 니콜라스 마두로                   | 외무부 장관                                                  | en:Delcy Rodríguez              | 31,416,000    | 374.1               | 12,568               |

- 2011[4]

## G-15 정상회의
|                      | 날짜                        | 주최국     | 주최 도시        | 주최자                   |
| -------------------- | --------------------------- | ---------- | ---------------- | ------------------------ |
| 제1차 G-15 정상회의  | 1990년 6월 1–3일            | 말레이시아 | 쿠알라룸푸르     | 마하티르 빈 모하맛       |
| 제2차 G-15 정상회의  | 1991년 11월 27–29일         | 베네수엘라 | 카라카스         | 카를로스 안드레스 페레스 |
| 제3차 G-15 정상회의  | 1992년 11월 21–23일         | 세네갈     | 다카르           | 압두 디우프              |
| 제4차 G-15 정상회의  | 1994년 3월 28–30일          | 인도       | 뉴델리           | P. V. 나라심하 라오      |
| 제5차 G-15 정상회의  | 1995년 11월 5–7일           | 아르헨티나 | 부에노스아이레스 | 카를로스 메넴            |
| 제6차 G-15 정상회의  | 1996년 11월 3–5일           | 짐바브웨   | 하라레           | 로버트 무가베            |
| 제7차 G-15 정상회의  | 1997년 10월 28일 – 11월 5일 | 말레이시아 | 쿠알라룸푸르     | 마하티르 빈 모하맛       |
| 제8차 G-15 정상회의  | 1998년 5월 11–13일          | 이집트     | 카이로           | 호스니 무바라크          |
| 제9차 G-15 정상회의  | 1999년 2월 10–12일          | 자메이카   | 몬테고베이       | P. J. 패터슨             |
| 제10차 G-15 정상회의 | 2000년 6월 19–20일          | 이집트     | 카이로           | 호스니 무바라크          |
| 제11차 G-15 정상회의 | 2001년 5월 30–31일          | 인도네시아 | 자카르타         | 압두라만 와힛            |
| 제12차 G-15 정상회의 | 2004년 2월 27–28일          | 베네수엘라 | 카라카스         | 우고 차베스              |
| 제13차 G-15 정상회의 | 2006년 9월 14일             | 쿠바       | 아바나           | 라울 카스트로            |
| 제14차 G-15 정상회의 | 2010년 5월 17일             | 이란       | 테헤란           | 마무드 아마디네자드      |
| 제15차 G-15 정상회의 | 2012년                      | 스리랑카   | 콜롬보           | 마힌다 라자팍사          |

## 참고 문헌
- Haas, P.M. (1992). "Introduction. Epistemic communities and international policy coordination", International Organization 46,1:1-35. ISSN 0020-8183, E-ISSN 1531-5088
- Bob Reinalda and Bertjan Verbeek. (1998). Autonomous Policy Making by International Organizations London: Routledge. ISBN 9780415164863; ISBN 978-0-203-45085-7; OCLC 39013643